# Menjamel d'Indonèsia
El menjamel d'Indonèsia (Lichmera limbata) és un ocell de la família dels melifàgids (Meliphagidae).

## Hàbitat i distribució
Habita manglars, boscos, sabana i ciutats de les terres baixes de les illes Petites de la Sonda, des de Bali cap a l'est fins Flores i Timor.